# Кувшиново (Московская область)
Кувшиново — деревня в Зарайском районе Московской области, в составе муниципального образования сельское поселение Каринское (до 29 ноября 2006 года входила в состав Летуновского сельского округа), деревня связана автобусным сообщением с райцентром и соседними населёнными пунктами.

## География
Кувшиново расположено в 14 км на юго-восток от Зарайска, на малой реке  Черемушке, притоке реки нижний Осётрик, высота центра деревни над уровнем моря — 162 м.

## Население
| 2002 | 2006 | 2010 |
| ---- | ---- | ---- |
| 20   | ↘18  | ↗25  |

## История
Кувшиново впервые в исторических документах упоминается в Писцовых книгах 1629 года, как «Подкувшиновская государевая земля и пустошь Кувшинова, Петрушино тож». В 1790 году в селе числилось 22 двора и 203 жителя, в 1858 году — 46 дворов и 205 жителей, в 1906 году — 39 дворов и 266 жителей. В 1931 году был образован колхоз им. 15-й годовщины Октября, с 1960 года — в составе совхоза «Родина».
Первая Казанская церковь в Кувшиново была построена в 1683 году, в 1786—1797 годах, взамен обветшавшей сооружена новая, кирпичная церковь, с Предтеченским и Никольским приделами. Сломана в середине XX века.